# Волков, Юрий Владимирович
Ю́рий Влади́мирович Во́лков (18 июня 1951, Серпухов — 2018, Щелыково) — русский прозаик, драматург и художник.

## Биография
Родился в семье военнослужащих. В 1956 году вместе с семьёй переехал в Астрахань. Окончил Ленинградскую среднюю художественную школу при Всероссийской академии художеств по классу скульптуры (мастерская В. И. Бажинова), в 1976 году — режиссёрский факультет Ленинградского института культуры. Входил в состав творческого совета журнала «Драматург».
Был женат, в разводе.

## Творчество
Являлся автором восьми романов, пяти повестей и более тридцати пьес, нескольких сборников стихотворений. Был членом Союза писателей Москвы и Союза театральных деятелей РФ.
В своём творчестве «углубленно разрабатывал мифологические и исторические пласты мировой культуры». Литературный критик Лев Данилкин писал: «„Эдип царь“ — очень добротный роман. <…> Вроде бы несложно устроенный — миф повторяется в современности — роман не приедается, приём не надоедает — так разнообразно, непрогнозируемо корреспондируют русская и греческая части. <…> Роман, как исправно сложенная печь, обладает системой вентиляции — и не дымит; ни одна из 620 страниц не кажется скучной».

### Романы
- 2002 — «Подглядывающий»[6]
- 2006 — «Эдип Царь»[7]

### Повести
- 1995 — «Вирсавия»[8]
- 1996 — «Ольга»[9]
- 2000 — «Книга Ависаги»[10]

### Сказки
- 2000 — «Королевские лешие»[11]

### Пьесы
- «Красные звери на зеленых обоях»
- «Вид в Гельдерланде»
- «Петрарка и Лариса»
- «Князья»
- «История с пятном»
- «Бедная Оля»
- «Исповедь-сон»
- «Трио ми минор»
- «Певица»
- «Белый город»
- «Зеленая ветка победы»
- «Клоун (по просьбе Юрия Никулина)»
- «Каре»
- «Я ехала домой»
- «Мать-Мария»
- «Кабаре»
- «Владимир Мономах»
- «Даная»
- «Под Вифлеемской звездой»
- «Моление о чаше»
- «Потоп»
- «Княгиня Ольга (Ольга Киевская)»
- «Полночная звезда Елизавета (Харальд Строгий)»
- «Марина»
- «Петрушка»
- «Антон»
- «Миледи»
- «Между собакой и волком»
- «Флорентийские ночи»
- «Чулок Полины К.»
- «Сусанна и старцы, или похотливые старички»
- «История солдата»
- «Принцесса Брамбина»
- «Детская любовь Елизаветы Английской»

### Стихотворения
- 1981 — «Стихи»[12]
- 1995 — «Малые голландцы»[13]

## Постановки
- 1989 — «Вид в Гельдерланде», Независимый театр. Постановка Т. Д. Архипцевой[4].
- 1989 — «Под Вифлеемской звездой», МХАТ. Постановка Т. Д. Архипцевой[4].
- 1999 — «Ольга», Российский академический молодёжный театр. Постановка О. Гарибовой. Роли исполняли: Чурсина Л. А.
- 2003 — «Марина», Театральный центр Юджина О’Нила[англ.][4] .

## Признание
- 1995 — премия журнала «Знамя» за повесть «Вирсавия».
- 2006 — короткий список премии «Большая книга» за роман «Эдип царь»[4][14].